# Óláfs saga Tryggvasonar en mesta
Óláfs saga Tryggvasonar en mesta eller Den større Saga om Olav Tryggvason er en hybrid af flere typer sagaer, der er samlet fra flere kilder i 1300-tallet, men er hovedsageligt en kongesaga. Det er en udvidet biografi om kong Olav Tryggvason med en detaljeret samtale mellem Tryggvason og Hallfreðr vandræðaskáld om kristendommen.
Den tager udgangspunkt i Óláfs saga Tryggvasonar fra Snorri Sturlusons Heimskringla, men udvider fortællingen meget med indhold fra tidligere biografier om Olav Tryggvason skrevet af Oddr Snorrason og Gunnlaugr Leifsson samt mere eller mindre relateret materiale.
Sagaen findes bevaret i flere manuskripter; en tidlig udgave findes i manuskripterne AM 53 fol., AM 54 fol., AM 61 fol., Bergsbók og Húsafellsbók. I den senere udgave findes i AM 62 fol. og Flatøbogen.
Sagaen rummer flere Þáttr og korte sagaer, som ikke er bevaret andre steder.